# 銀身彈塗魚
銀身彈塗魚（学名：Periophthalmus argentilineatus），又名银线弹涂鱼，为鰕虎鱼目背眼鰕虎科彈塗魚屬下的一个种，于1837年由阿希爾·瓦朗謝訥描述及命名。该物种体长可达19公分。

## 扩展阅读
- 維基物種上的相關：銀身彈塗魚